# せつない
『せつない〜TOKYO HEART BREAK〜』は、1998年4月9日（8日深夜）から同年9月24日（23日深夜）までテレビ朝日関東ローカルで放送された連続テレビドラマ。放送時間は毎週木曜日1:00 - 1:30（水曜日深夜）で「深夜水族館」の中で放送された作品。
全25回。1話完結のドラマで各話の主役は当時まだ駆け出しだった新人俳優・女優などが務めた。
北海道・福島県・愛媛県では、本来の系列局である北海道テレビ放送・福島放送・愛媛朝日テレビではなく、日本テレビ系列の札幌テレビ放送・福島中央テレビ・南海放送が番組販売扱いで放送した。

## あらすじ
DJ谷村香が、ディレクター斉藤武史との会話、リスナーからの葉書を通して様々なせつないストーリーを紹介するラジオ番組「TOKYO HEART BREAK」。番組を何気なく聞いている各話の主人公がDJの言葉で前向きに生きていく。

## 出演
- 谷村香 - 國府田マリ子
  - ラジオ番組「TOKYO HEART BREAK」のDJ
- 斉藤武史 - 渡辺いっけい
  - ディレクター
- 大林隆介
- 杉崎宏哉
- 弓田佳代

## サブタイトル
※ ゲストも併せて記載。
- 第1話「ガラスの向こうに」 奥山佳恵
- 第2話「独身送別会」 井上晴美、榊原利彦
- 第3話「ラブ・モード」 田口浩正、夏生ゆうな、泉ピン子
- 第4話「約束」 藤谷美紀、川端竜太
- 第5話「カミング・ホーム」 黒谷友香、冨家規政
- 第6話「ふたりの渚」 河合美智子、鈴木美恵
- 第7話「ア・イ・カ・タ」  X-GUN（西尾季隆・さがね正裕）、井出百合子、バナナマン
- 第8話「ホントの嘘」 朝比奈彩乃、東根作寿英
- 第9話「ありがとう」 粟田麗、増沢望、綿引勝彦
- 第10話「優しい時間」 佐伯日菜子、大山健、中村豪
- 第11話「オンライン」 安藤あき子、松井香、菊池均也
- 第12話「火曜日の夢」 渡辺由紀、石橋保
- 第13話「おかえり」 渋谷琴乃、三觜要介、川井博之
- 第14話「タイムカプセル 」仲間由紀恵、大河内奈々子、大内厚雄
- 第15話「兄貴の恋人」 上原さくら、大森南朋、はしのえみ
- 第16話「アルファベット」 江川有未、橋龍吾
- 第17話「まちがい電話」 杉山とく子、牛尾田恭代
- 第18話「言えないヒミツ」 西尾まり、八嶋智人
- 第19話「線香花火」 竹内結子、南美江、高橋一生
- 第20話「ラストソング」 平井堅、立川宜子
- 第21話「夏の終わりに…」 菅野美穂、山口あゆみ、玉木宏
- 第22話「アンライク・ア・バージン」 林知花、斉藤のぞみ、菊池万理江
- 第23話「制服」 吉本多香美、斎藤陽一郎
- 第24話「アルバイト」 青木堅治、田中有紀美
- 第25話「きっと、せつない」 西岡徳馬

## スタッフ
- プロデュース：霧田一寿、池田禎子、井圡隆、稲垣健司
- 制作：テレビ朝日、THE WORKS

## 主題歌
- 秋吉契里「無力」（第1話 - 第12話、第13話フィーチャリングソング）
- HIIH「せかいじゅう・うちゅうじゅう」（第13話 - 第25話）